# مسجد جامع سیراف
مسجد جامع سیراف مربوط به سدهٔ ۲ ه‍.ق است و در شهرستان کنگان، بندر طاهری واقع شده و این اثر در تاریخ ۷ مهر ۱۳۸۱ با شمارهٔ ثبت ۶۵۰۳ به‌عنوان یکی از آثار ملی ایران به ثبت رسیده است.